# هل حصلت على حليب ؟
هل لديك حليب؟ (منمقة على أنها حصلت على الحليب؟) هي حملة إعلانية أمريكية تشجع على استهلاك الحليب، والتي أنشأتها وكالة الإعلانات وداعا سيلفرشتاين وشركاه لمجلس معالج الحليب في كاليفورنيا في عام 1993، وتم ترخيصها لاحقًا للاستخدام من قبل معالجي الألبان ومزارعي الألبان.  تم إطلاقه في عام 1993 مع الإعلان التلفزيوني الشهير «آرون بور»، من إخراج مايكل باي.  الحملة الوطنية، التي يديرها (الحليب برنامج تعليم محضرات الحليب) أضافت عبارة «هل لديك حليب؟»  شعار إعلاناتها«شارب الحليب» بدءًا من عام 1995.
في يناير 2014، أوقفت MilkPEP شنب الحليب وحصلت على الحليب؟ الإعلانات ، وأطلقت حملة جديدة تحمل شعار «حياة الحليب».  «هل حصلت على الحليب؟»  الحملة مستمرة في كاليفورنيا و «هل حصلت على حليب؟»  العلامة التجارية مرخصة لشركات المواد الغذائية والبضائع للمبيعات الأمريكية والدولية.  كان الفضل للحملة في زيادة مبيعات الحليب بشكل كبير في كاليفورنيا،  وإن لم يكن بالضرورة على مستوى البلاد

## التاريخ
تم إنشاء العبارة بواسطة وكالة الإعلانات الأمريكية وداعا، سيلفرشتاين وشركاه.  في مقابلة في الفن والنماذج، وهو فيلم وثائقي لعام 2009 ركز على أصول الشعارات الإعلانية الشهيرة، قال جيف جودبي وريتش سيلفرشتاين إن العبارة لم تتحول تقريبًا إلى حملة إعلانية.  وفقًا لصحيفة نيويورك تايمز، فإن الأشخاص في وداعا، سيلفرشتاين«اعتقدوا أن الأمر كسول، ناهيك عن الخطأ نحويًا».
عادةً ما تظهر الإعلانات أشخاصًا في مواقف مختلفة تشمل الأطعمة الجافة أو اللزجة والحلويات مثل الكعك والكوكيز.  سيجد الشخص نفسه بعد ذلك في موقف غير مريح بسبب فمه الممتلئ وعدم وجود حليب لغسله، بما في ذلك إعلان تجاري لرجل أعمال قاسي يصطدم بشاحنة بعد ثوانٍ من إهانة شخص ما عبر الهاتف ويبدو أنه ذهب إلى الجنة، فقط من أجل  اكتشف أنه في الواقع الجحيم حيث وجد طبقًا ضخمًا من الكوكيز وإمدادات لا نهاية لها من علب الحليب الفارغة تمامًا، بالإضافة إلى إعلان تجاري لطيار طائرة يضع طائرته عمدًا في منحدر شديد الانحدار من أجل الحصول على زجاجة من الحليب  من عربة مضيفة طيران بعيدًا عن متناوله، فقط لكي تصطدم العربة برجل يخرج من الحمام أمام العربة مباشرة.  في نهاية الإعلان، ستنظر الشخصية مباشرة إلى الكاميرا بحزن، وبعد ذلك ستظهر بجرأة عبارة «لدى حليب؟»  من قبيل الصدفة، ستعرض الإعلانات المطبوعة طعامًا مثل شطيرة أو الكوكيز أو الكعك مع قضمة مأخوذة منها أو القطط والأطفال الذين يطلبون الحليب.
أول من حصل على الحليب؟ إعلان تم بثه في جميع أنحاء البلاد في 29 أكتوبر 1993، والذي أظهر مؤرخًا سيئ الحظ (يلعبه شون والين) يتلقى مكالمة للإجابة على سؤال تافه بقيمة 10000 دولار لمحطة إذاعية (عبر عنه روب بولسن)، «من أطلق النار على ألكسندر هاملتون في تلك المبارزة الشهيرة؟»  (في إشارة إلى مبارزة بور- هاملتون).  يظهر أن الرجل لديه متحف كامل للمبارزة نفسها، مليء بكل القطع الأثرية.  يجيب على السؤال بشكل صحيح بقوله «آرون بور»، لكن لأن فمه مليء بساندويتش زبدة الفول السوداني وليس لديه حليب ليغسلها، فإن إجابته غير مفهومة.  دي جي أغلقه على الفور.  الإعلان، الذي أخرجه صانع أفلام هوليوود المستقبلي مايكل باي، كان على رأس دائرة جوائز صناعة الإعلان في عام 1994.  في عام 2002، تم اختيار الإعلان كواحد من أفضل عشرة إعلانات تجارية على الإطلاق من خلال استطلاع أمريكا اليوم وتم عرضه مرة أخرى على مستوى البلاد في نفس العام.  ومنذ ذلك الحين ظهرت في كتب عن الإعلانات واستخدمت في دراسات الحالة
شعار «حصلت على الحليب؟»  حصلت على ترخيص لبرنامج تعليم معالج الحليب الوطني (حليب) في عام 1995 لاستخدامها في إعلاناتها المطبوعة الخاصة بالمشاهير، والتي شملت، منذ ذلك الحين، مشاهير من مجالات الرياضة والإعلام والترفيه، مثل بريتني سبيرز، وبيونسيه، وريهانا، وسيرينا ويليامز وفينوس ويليامز، بالإضافة إلى شخصيات خيالية من التلفزيون وألعاب الفيديو والأفلام مثل المنتقمون وعائلة سمبسون وباتمان وماريوو الفتيات الخارقات تتظاهر في إعلانات مطبوعة تحمل «شارب الحليب» وتوظف الشعار، «أين شاربك؟» تم إنشاء حملة شارب الحليب بواسطة المخرج الفني بيرني هوغيا  ومؤلفة الإعلانات جينيفر جولد.  كما ظهرت حملة شارب الحليب التي تروّج لـ قوة في أمريكا اليوم؛  تضمنت نسخة الجمعة لاعبًا واحدًا من كل فريق القوه l إلى لاعب من الفريق الفائز في إصدار يوم الاثنين.  لم يتم عرضها في عام 2014 حيث كان التركيز الإعلاني في ذلك العام على حملة «نادي بروتين القتال» التي روجت لأهمية تناول وجبة الإفطار مع الحليب وحملة «التزود: حصلت على حليب الشوكولاتة»
أعرب حاكم كاليفورنيا السابق جراي ديفيس عن كراهيته لإعلان تجاري واحد وسأل عما إذا كانت هناك طريقة لإزالته من الهواء.  ظهرت فيه طفلين يرفضان شرب الحليب، لأنهما يعتقدان أن الحليب مخصص للأطفال.  يخبرون والدتهم أن جارهم المسن، السيد ميللر، لا يشرب الحليب أبدًا.  يرونه ذاهبًا لاستخدام عربته اليدوية عندما تنزع ذراعيه فجأة لأن عظامه ضعيفة وهشة بسبب عدم تناول الحليب.  يصرخ الأطفال في رعب ثم يبدأون بشرب كل قطرة حليب أخيرة لديهم.
من عام 1994 إلى 2005، ظهرت إعلانات في كاليفورنيا موجهة إلى المستهلكين من أصل إسباني، باستخدام شعار «فاميليا، أمور واي ليتشي» («العائلة والحب والحليب»)، الذي أنشأته أنيتا سانتياغو للإعلان.  في عام 2005، مُنحت الحملة الإعلانية باللغة الإسبانية للوكالة الإعلانية جروبو جاليجوس، التي غيرت الشعار إلى "toma leche" أو «شرب الحليب».
وفقًا لـ حصلت على الحليب؟ موقع الويب، فإن الحملة لديها وعي أكثر من 90٪ في الولايات المتحدة وتم ترخيص الشعار لمجالس منتجات الألبان في جميع أنحاء البلاد منذ عام 1995. هل حصلت على الحليب؟  هي ملكية قوية وقد تم ترخيصها على مجموعة من السلع الاستهلاكية، بما في ذلك دمى باربي، والعجلات الساخنة، وملابس الأطفال والمراهقين، وأدوات المطبخ.  تم الاستهزاء بخط العلامات التجارية على نطاق واسع من قبل المجموعات التي تدافع عن مجموعة متنوعة من القضايا.  تستخدم العديد من هذه المحاكاة الساخرة مظهرًا مشابهًا بدلاً من الأشخاص الفعليين المستخدمين في حصلت على الحليب الأصلي؟  الإعلانات.  في عام 2005، أنشأ مجلس معالج الحليب في كاليفورنيا برنامج «هل تمزقه؟» يعرض الملصق أفضل 100 محاكاة ساخرة للشعار مفضلة لديهم.